# Alfons Hebbinckuys
Alphonsus (Alfons) Augustinus Hebbinckuys (Sint-Niklaas, 28  oktober 1870 - 21 november 1937) was een Belgisch politicus voor de Katholieke Partij en diens opvolger het Katholiek Verbond van België.

## Levensloop
Hebbinckuys werd gemeenteraadslid (vanaf 1912-1937) en schepen (1921-1936) in Sint-Niklaas.
Hij was senator in 1932 ter vervanging van de overleden Henri Libbrecht en opnieuw van 1934 tot 1937, ter vervanging van Albéric Van Stappen, in het kiesarrondissement Dendermonde-Sint-Niklaas.
Hij was de vader van Georges Hebbinckuys, die burgemeester van Temse was.